# 神クズ☆アイドルのディスコグラフィ
神クズ☆アイドルのディスコグラフィ（かみクズアイドルのディスコグラフィ）では、2022年に放送されたテレビアニメ『神クズ☆アイドル』の楽曲および関連CDについて記述する。シングルCDはすべてエイベックス・ピクチャーズから発売された。

## 制作背景
本作の音楽プロデューサーは、『おそ松さん』や『転生したらスライムだった件』など数多くの作品で主題歌や楽曲をプロデュースし、「アイドリッシュセブン」のサウンドプロデューサーとしても知られる佐藤純之介が務めた。楽曲は、アイドルを扱った本作に沿い、王道なアイドルソングで、すべての曲がシングル曲のような存在感、というコンセプトで制作されている。通常のアニメ楽曲制作では、メロディーのデモを先に作ってアニメスタッフにプレゼンを行い、その後歌詞の方向性を決めることが多い中、本作の楽曲制作ではアニメプロデューサーからの要望で、曲を完全に作り上げた状態で、監督や脚本家へプレゼンが行われたという。この方法では楽曲が決まってからの微調整が難しくなるため、事前に通常以上に原作を読み込んでから制作が行われた。佐藤は、これによって作品と楽曲のシンクロ率が高くなっている、と振り返っている。それでもボツとなった曲は相当数あり、本編の曲を揃えるまでに30曲程度が制作された。本編で採用されなかった曲も、別でZINGSの持ち曲として順次リリースされている。
本作の主要アイドルユニットであるZINGSのキャストオーディションでは、歌唱審査で第1話挿入歌の「恋のBANG」が使用された。ZINGSの楽曲は、この「恋のBANG」も含めて、先述の「すべての曲がシングル曲のような存在感」というコンセプトのもと、シングルになる曲は声を張って抜けが良くなるような高めのキーにしなくてはいけない、という思いで制作されている。全体的にキーが高いことに関連して、ZINGSのメンバー吉野カズキ役の堀江瞬は後に、キャストオーディションで「恋のBANG」を歌った際に苦労したと語っている。

## ZINGS
「ZINGS」（ジングス）は、本作の主人公である仁淀ユウヤ（CV.今井文也）と吉野カズキ（CV.堀江瞬）による男性アイドルユニット。
やる気のない仁淀ユウヤと、かわいらしくアイドル然としたキャラクターの吉野カズキの2人組。楽してお金を稼ぐためにアイドルになった「クズアイドル」仁淀ユウヤは、幽霊として現世に残っている作中の人気女性アイドル、最上アサヒを自身に憑依させて活動する。そのためZINGの楽曲には、最上アサヒが憑依した仁淀ユウヤ、通称「神仁淀」が歌唱した「神ver」が存在する。

### ZINGSのシングル

#### MORNING
2022年3月16日にZINGS名義で発売され、CDとしてリリースされた最初のシングル曲。原作漫画の第5巻特装版付属CDに収録されたZINGSのデビュー曲「恋のBANG」に続くセカンドシングル曲とされている。
| #  | タイトル                   | 作詞       | 作曲       | 編曲 |
| -- | -------------------------- | ---------- | ---------- | ---- |
| 1. | 「MORNING」                | 工藤寛顕   | TO-me      |      |
| 2. | 「Hero's」                 | shinnosuke | shinnosuke |      |
| 3. | 「MORNING (Instrumental)」 |            | TO-me      |      |
| 4. | 「Hero's (Instrumental)」  |            | shinnosuke |      |

#### Let's ZING!
2022年7月27日に発売されたZINGSの2枚目のシングルで、テレビアニメのオープニング主題歌。カップリングには、ZINGSのデビュー曲「恋のBANG」の"神ver"が収録されている。
| #  | タイトル                        | 作詞     | 作曲                              | 編曲                              |
| -- | ------------------------------- | -------- | --------------------------------- | --------------------------------- |
| 1. | 「Let‘s ZING！」                | 工藤寛顕 | shinnosuke                        | shinnosuke                        |
| 2. | 「恋のBANG 神ver」              | 松藤量平 | 青木宏憲（HANO） 廣澤優也（HANO） | 青木宏憲（HANO） 廣澤優也（HANO） |
| 3. | 「Let‘s ZING！ (Instrumental)」 |          | shinnosuke                        | shinnosuke                        |
| 4. | 「恋のBANG (Instrumental)」     |          | 青木宏憲（HANO） 廣澤優也（HANO） | 青木宏憲（HANO） 廣澤優也（HANO） |

#### キミキラ
2022年7月27日に発売されたZINGSの3枚目のシングルで、テレビアニメのエンディング主題歌。「キミキラ」は最上アサヒが憑依した"神 仁淀"による"神ver"が収録されている。
| #  | タイトル                         | 作詞     | 作曲       | 編曲       |
| -- | -------------------------------- | -------- | ---------- | ---------- |
| 1. | 「キミキラ 神ver」               | micco    | 本多友紀   | 本多友紀   |
| 2. | 「イタズラHoney」                | 工藤寛顕 | shinnosuke | shinnosuke |
| 3. | 「キミキラ (Instrumental)」      |          | 本多友紀   | 本多友紀   |
| 4. | 「イタズラHoney (Instrumental)」 |          | shinnosuke | shinnosuke |

#### 絶対証明ロック/裏表のデュエット
2022年8月17日に発売されたZINGSの4枚目のシングルで、テレビアニメ第2話挿入歌「絶対証明ロック」と第3話の特殊エンディング「裏表のデュエット」が両A面で収録されている。
| #  | タイトル                           | 作詞     | 作曲     | 編曲     |
| -- | ---------------------------------- | -------- | -------- | -------- |
| 1. | 「絶対証明ロック」                 | 工藤寛顕 | 伊藤和馬 | 伊藤和馬 |
| 2. | 「裏表のデュエット」               | 工藤寛顕 | 大熊淳生 | 大熊淳生 |
| 3. | 「絶対証明ロック (Instrumental)」  |          | 伊藤和馬 | 伊藤和馬 |
| 4. | 「裏表のデュエット(Instrumental)」 |          | 大熊淳生 | 大熊淳生 |

#### 乗り越えてLOST
2022年9月21日発売の5枚目のシングルで、テレビアニメ第7話挿入歌。表題曲の「乗り越えてLOST」は第7話劇中で披露された最上アサヒ憑依版の"神仁淀ver"で収録されている。
カップリング曲には、第7話の特殊エンディングで、ZINGSの仁淀ユウヤ（CV.今井文也）と、作中の男性アイドルグループ「Cgrass」のメンバーである瀬戸内ヒカル（CV.寺島拓篤）とのデュエット曲「Respect」が収録されている。
| #  | タイトル                          | 作詞     | 作曲       | 編曲     |
| -- | --------------------------------- | -------- | ---------- | -------- |
| 1. | 「乗り越えてLOST 神ver.」         | 工藤寛顕 | 印南俊太朗 |          |
| 2. | 「Respect」                       | 工藤寛顕 | 酒井陽一   | 酒井陽一 |
| 3. | 「乗り越えてLOST (Instrumental)」 |          | 印南俊太朗 |          |
| 4. | 「Respect (Instrumental)」        |          | 酒井陽一   | 酒井陽一 |

#### フィナーレ～その先へ～
2022年9月21日発売の6枚目のシングルで、テレビアニメ最終話特殊エンディング。カップリングには、第3話の特殊エンディングで、作中の「ZINGS 2周年ライブ」でも披露された最終話の挿入歌「裏表のデュエット」が収録されている。
| #  | タイトル                                  | 作詞     | 作曲       | 編曲   |
| -- | ----------------------------------------- | -------- | ---------- | ------ |
| 1. | 「フィナーレ～その先へ～」                | 工藤寛顕 | 森拓人     | 森拓人 |
| 2. | 「二人三脚☆宣言」                         | 工藤寛顕 | Shinnosuke |        |
| 3. | 「フィナーレ～その先へ～ (Instrumental)」 |          | 森拓人     | 森拓人 |
| 4. | 「二人三脚☆宣言(Instrumental)」           |          | Shinnosuke |        |

#### Only Two Style
2022年10月26日発売の7枚目のシングル。カップリングには、作中の「ZINGS 2周年ライブ」で披露されたZINGSスペシャルメドレーを再編成したメドレーが収録されている。
| #  | タイトル                                           | 作詞     | 作曲     | 編曲     |
| -- | -------------------------------------------------- | -------- | -------- | -------- |
| 1. | 「Only Two Style」                                 | 工藤寛顕 | 本多友紀 | 本多友紀 |
| 2. | 「ZINGS 2nd ANNIVERSARY LIVE ～NONSTOP MEDLEY～」  |          |          |          |
| 3. | 「ZINGS 2nd ANNIVERSARY LIVE ～DRAMATIC MEDLEY～」 |          |          |          |
| 4. | 「Only Two Style(Instrumental)」                   |          | 本多友紀 |          |

### ZINGSのアルバム

#### ZING UP
2022年12月21日発売の1枚目のアルバム。アニメ本編で披露された楽曲のほか、配信限定でリリースされた仁淀ユウヤ"神ver"での楽曲が初収録されている。
| #   | タイトル                    | 作詞       | 作曲                              | 編曲                              |
| --- | --------------------------- | ---------- | --------------------------------- | --------------------------------- |
| 1.  | 「恋のBANG 神ver.」         | 松藤量平   | 青木宏憲（HANO） 廣澤優也（HANO） | 青木宏憲（HANO） 廣澤優也（HANO） |
| 2.  | 「Let's ZING！」            | 工藤寛顕   | shinnosuke                        | shinnosuke                        |
| 3.  | 「絶対証明ロック」          | 工藤寛顕   | 伊藤和馬                          | 伊藤和馬                          |
| 4.  | 「裏表のデュエット」        | 工藤寛顕   | 大熊淳生                          | 大熊淳生                          |
| 5.  | 「イタズラHoney」           | 工藤寛顕   | shinnosuke                        | shinnosuke                        |
| 6.  | 「Hero's」                  | shinnosuke | shinnosuke                        |                                   |
| 7.  | 「MORNING」                 | 工藤寛顕   | TO-me                             | TO-me                             |
| 8.  | 「二人三脚☆宣言」           | 工藤寛顕   | Shinnosuke                        |                                   |
| 9.  | 「乗り越えてLOST 神ver.」   | 工藤寛顕   | 印南俊太朗                        |                                   |
| 10. | 「フィナーレ～その先へ～」  | 工藤寛顕   | 森拓人                            | 森拓人                            |
| 11. | 「キミキラ神ver.」          | micco      | 本多友紀                          | 本多友紀                          |
| 12. | 「恋のBANG」                | 松藤量平   | 青木宏憲（HANO） 廣澤優也（HANO） | 青木宏憲（HANO） 廣澤優也（HANO） |
| 13. | 「Let's ZING！ 神ver.」     | 工藤寛顕   | Shinnosuke                        | Shinnosuke                        |
| 14. | 「絶対証明ロック 神ver.」   | 工藤寛顕   | 伊藤和馬                          | 伊藤和馬                          |
| 15. | 「裏表のデュエット 神ver.」 | 工藤寛顕   | 大熊淳生                          | 大熊淳生                          |
| 16. | 「イタズラHoney 神ver.」    | 工藤寛顕   | shinnosuke                        | shinnosuke                        |
| 17. | 「Hero's 神ver.」           | shinnosuke | shinnosuke                        |                                   |
| 18. | 「MORNING 神ver.」          | 工藤寛顕   | TO-me                             | TO-me                             |
| 19. | 「二人三脚☆宣言 神ver.」    | 工藤寛顕   | Shinnosuke                        |                                   |
| 20. | 「乗り越えてLOST」          | 工藤寛顕   | 印南俊太朗                        |                                   |
| 21. | 「キミキラ」                | micco      | 本多友紀                          | 本多友紀                          |

## Cgrass
「Cgrass」（シグラス）は、瀬戸内ヒカル（CV.寺島拓篤）、岬チヒロ（CV.佐藤拓也）、内濱アキラ（CV.小林竜之）、灘ユキナリ（CV.石谷春貴）、伯方ホマレ（CV.阿座上洋平）で構成される、作中の大人気男性アイドルグループ。

### Cgrassのシングル

#### HAPPINESS for ALL
2022年8月17日に発売されたCgrassのシングルで、第5話挿入歌。カップリングには、第6話の特殊エンディング「INNOCENT STORY」と、Cgrassのメンバーによる限定ドラマCDが収録されている。
| #  | タイトル                             | 作詞     | 作曲     | 編曲     |
| -- | ------------------------------------ | -------- | -------- | -------- |
| 1. | 「HAPPINESS for ALL」                | 工藤寛顕 | 酒井祐輝 | 酒井祐輝 |
| 2. | 「INNOCENT STORY」                   | 工藤寛顕 | 関口昌大 | 関口昌大 |
| 3. | 「HAPPINESS for ALL (Instrumental)」 |          | 酒井祐輝 | 酒井祐輝 |
| 4. | 「INNOCENT STORY(Instrumental)」     | 工藤寛顕 | 関口昌大 | 関口昌大 |
| 5. | 「Cgrassメンバー紹介」               |          |          |          |
| 6. | 「Cgrass無人島へ行く。」             |          |          |          |

## 特典CD
いそふらぼん肘樹による原作漫画「神クズ☆アイドル」の第5巻特装版と、アニメ本編が収録されたBlu-ray Discの全3巻にそれぞれ、オリジナルサウンドトラックなどが収録されたCDが付属する。

### 漫画第5巻 特装版
本作アニメ化決定に伴い、第5巻特装版が2022年1月25日発売され、ZINGSのデビュー曲「恋のBANG」のCDが特典として付属した。このCDは、本作に関連して出された最初のCDにあたる。楽曲のほかに、原作者いそふらぼん肘樹が書き下ろしたシナリオのショートドラマと、仁淀ユウヤ役の今井文也、最上アサヒ役の東山奈央、吉野カズキ役の堀江瞬によるキャストトークも収録されている。
1. 『恋のBANG』
歌:ZINGS（仁淀ユウヤ（CV.今井文也）、吉野カズキ（CV.堀江瞬））
作詞：松藤量平　作曲・編曲：青木宏憲、廣澤優也（HANO）
2. ショートドラマ いそふらぼん肘樹がシナリオ書き下ろし!ー『恋のBANG』の楽屋裏 (出演:今井文也、東山奈央、堀江瞬)
3. キャストトーク (出演:今井文也、東山奈央、堀江瞬)

### BD 第1巻
2022年9月30日に発売され、テレビアニメ第1話から第4話が収録されるBD第1巻の付属CDには、第2、8話でエンディングテーマとして使用された「ハレラルラ」と、KING OF PRISMの主人公・一条シン（CV.寺島惇太）とZINGSのコラボ楽曲「PRISM☆IDOL」が収録されている。
1. 『ハレラルラ』
歌：最上アサヒ（CV.東山奈央）
作詞：清浦夏実[26] 作曲：本多友紀[26] 編曲：河合泰志
2. 『PRISM☆IDOL』
歌：ZINGS feat.一条シン（from KING OF PRISM）（CV.今井文也、堀江瞬、寺島惇太）
作詞：工藤寛顕[27] 作曲：内田清孝[27]
3. 『ハレラルラ(Instrumental)』
4. 『PRISM☆IDOL(Instrumental)』

- 5.穏やかな日常
- 6.好きです、アイドル
- 7.ちゃんとしなきゃ
- 8.オタク
- 9.まりりか参上
- 10.吉野頑張る！
- 11.張り切っていきましょう
- 12.饒舌アサヒ
- 13.みえてない？
- 14.不法侵入者！？
- 15.だ、大丈夫？
- 16.一緒に頑張ろう
- 17.今日は頑張るか
- 18.邪魔かな
- 19.あきらめない！
- 20.爾夜弩悠耶
- 21.ジャンケンと言う名の死闘
- 22.オタクの乱

### BD 第2巻
2022年10月28日に発売。
1. Portulaca
歌：最上アサヒ（CV.東山奈央）
2. Portulaca(Instrumental)

1. 神クズっ
2. はぴねす！
3. 憧れ
4. 頑張れない
5. 空っぽ
6. ファン失格
7. 強きアイドル
8. お出かけZINGS
9. ライブ決定！？
10. 最上アサヒ？
11. アサヒは生きてる
12. 高度な情報戦
13. オタクは修行中
14. 天変地異
15. 笑顔にしたい
16. 二人騎馬
17. ブレークタイム

### BD 第3巻
2022年11月25日に発売。
1. 恋せよパラメディック
歌：スイートファーマシー[たまき、ゆの、みはる](CV.上田瞳、石見舞菜香、大地葉)
2. 恋せよパラメディック(Instrumental)

1. クズ
2. はじまり
3. さあ！行こう！
4. 僕らはZINGS
5. とほほほほ
6. Let‘s昼下がり
7. ちゃんと言えたよ
8. オタク2
9. 撮影再開！
10. ありがとう
11. すれ違い
12. 苛立ち
13. 緊張
14. 燃える仁淀
15. Let’sバトル
16. スタート！

## ミュージックビデオ

### PRISM☆IDOL
KING OF PRISMの主人公・一条シン（CV.寺島惇太）とZINGSのコラボ楽曲として、2022年8月9日にミュージックビデオがYouTubeで公開された。『PRISM☆IDOL 音源フルver.』が9月30日発売のBD第1巻にCDとして収録されている。
楽曲は、一条シンの名ゼリフ「みんなに言いたいことがありまーす！」から始まる王道アイドルソング。歌詞には「ドラマチック（ZINGS楽曲歌詞）」「Over the Sunshine（一条シンの楽曲タイトル）」など、各作品のキーワードが引用されている。
出演：ZINGS feat.一条シン（from KING OF PRISM）（CV.今井文也、堀江瞬、寺島惇太）
作詞：工藤寛顕 作曲：内田清孝